# 浍川县
浍川县，中国古县名。
唐朝天祐二年（905年）因为朱全忠的父亲名为朱诚，为避讳改翼城县置浍川县，治所在今山西省翼城县，隶属于绛州。后梁、后唐、后晋、后汉、后周沿置，北宋复改为翼城县。 